# 前田利行 (歯科医師)
前田 利行（まえだ としゆき、1872年（明治5年）5月2日 - 1966年（昭和41年）9月）は、日本の歯科医師。
独学で樹木について学び、枯死寸前の樹木を蘇らせる技術を所持していたという。現在の樹医に近いことを行なっていた。戦後間もない頃、文部省が「後3年以内に枯死」と宣告していた淡墨桜を蘇らせた。

## 来歴・人物
高知県吾川郡弘岡上ノ村（現仁淀川町）出身。幼名は嘉吉。徳島市で内科医院、大阪市で歯科医院に住み込みで働き、1896年（明治29年）に歯科医師となる。
1900年（明治33年）、徳島県徳島市に「前田歯科」を開業。このころから趣味として盆栽（盆梅）を始める。樹木の知識を独自に学び、根を接木するなどの、古木の再生技術を築く。1934年（昭和9年）、岐阜県岐阜市に引っ越す。息子の前田洲が岐阜市内で医師をしていたからという。
1947年（昭和22年）、洲の友人の不破成隆（不破光治の子孫、産婦人科医師）から淡墨桜の再生への協力を依頼される。不破は洲から、利行の古木の再生技術を聞いていた。1949年（昭和24年）3月10日、利行は植木職人1名、大工3名の助手を引き連れて、岐阜県本巣郡根尾村（現本巣市）に到着。淡墨桜の再生へ挑む。利行は高齢であったため、看護師が1名同行していた。再生方法は、勢いが衰えていた淡墨桜の根（238本）を切り取り、そこに若いヤマザクラの根を接木するものであった。4月5日に処置が終わる。この約1ヶ月の事業には、村民73名も協力したという。この処置法により、1950年（昭和25年）に淡墨桜は復活する。

## その他
- 1913年（大正2年）、T型フォードを購入。このT型フォードが徳島県で初めて登録された自動車だという。この自動車で今で言うバス事業も行なっていたが、半年程で廃業したという。
- 戦後、岐阜市内で医薬品の輸入製造も行なっていた。